# 黄鼠狼花
黄鼠狼花（学名：Salvia tricuspis）是唇形科鼠尾草属的植物，为中国的特有植物。分布在中国大陆的四川、山西、陕西、甘肃等地，生长于海拔1,400米至3,040米的地区，多生于草地、山脚、河岸、沟边或路旁，目前已由人工引种栽培。

## 别名
三角鼠尾（中国植物学杂志，第三卷）